# Liste du patrimoine immobilier classé de Visé
Cette page regroupe l'ensemble du patrimoine immobilier classé de la ville belge de Visé.
| Objet | Année de construction / Architecte | Adresse | Section communale | Coordonnées                      | Numéro d’inventaire | Illustration |
| --- | ---------------------------------- | --- | ----------------- | -------------------------------- | ------------------- | --- |
| Hôtel de ville |                                    | Rue des Récollets n°1                                                                                            |                   | 50° 44′ 06″ nord, 5° 41′ 37″ est | 62108-CLT-0001-01   | Hôtel de ville |
| L'église Saint-Martin : chœur |                                    | |                   | 50° 43′ 59″ nord, 5° 41′ 45″ est | 62108-CLT-0002-01   | L'église Saint-Martin : chœur                                                                                                 |
| L'église Notre-Dame du Mont Carmel |                                    | |                   | 50° 44′ 17″ nord, 5° 41′ 08″ est | 62108-CLT-0003-01   | L'église Notre-Dame du Mont Carmel                                                                                            |
| Ensemble formé par la chapelle Lorette, la ferme du Temple et les abords |                                    | Rue Porte de Lorette.                                                                                            |                   | 50° 43′ 55″ nord, 5° 41′ 51″ est | 62108-CLT-0004-01   | Ensemble formé par la chapelle Lorette, la ferme du Temple et les abords                                                      |
| Château de Saroléa (M) et ensemble formé par ce château et ses abords (S) |                                    | |                   | 50° 40′ 44″ nord, 5° 40′ 07″ est | 62108-CLT-0005-01   | Château de Saroléa (M) et ensemble formé par ce château et ses abords (S)                                                     |
| Thiers de Lanaye, des Vignes et de Nivelle, sur le versant est de la Montagne Saint-Pierre |                                    | |                   | 50° 46′ 02″ nord, 5° 39′ 49″ est | 62108-CLT-0006-01   | Thiers de Lanaye, des Vignes et de Nivelle, sur le versant est de la Montagne Saint-Pierre                                    |
| L'église Saint-Lambert |                                    | |                   | 50° 45′ 18″ nord, 5° 40′ 45″ est | 62108-CLT-0008-01   | L'église Saint-Lambert |
| Orgues de l'église Saint-Firmin |                                    | Pl. Cr de Justice, 4600 Visé                                                                                     |                   | 50° 42′ 58″ nord, 5° 41′ 33″ est | 62108-CLT-0011-01   | Orgues de l'église Saint-Firmin                                                                                               |
| Ile de la Meuse |                                    | |                   | 50° 48′ 28″ nord, 5° 41′ 41″ est | 62108-CLT-0012-01   | Image manquanteTéléverser |
| Charbonnage du Hasard: phalanstère (façades et toitures) ainsi que la tour n°1 et les salles des machines attenantes (M) et ensemble formé par la cité jardin et son environnement immédiat et ensemble formé par le charbonnage et la colline boisée située à l'Est (S) |                                    | | Cheratte          | 50° 40′ 53″ nord, 5° 40′ 12″ est | 62108-CLT-0013-01   | Charbonnage du Hasard |
| Puits d'air, dit Belle Fleur, du charbonnage du Hasard |                                    | | Cheratte          | 50° 40′ 51″ nord, 5° 40′ 19″ est | 62108-CLT-0014-01   | Puits d'air, dit Belle Fleur, du charbonnage du Hasard                                                                        |
| Thier de Caster, sur le versant est de la montagne Saint-Pierre |                                    | |                   | 50° 48′ 09″ nord, 5° 41′ 11″ est | 62108-CLT-0015-01   | Thier de Caster, sur le versant est de la montagne Saint-Pierre                                                               |
| Maison (façades et toitures) et trottoir de galets |                                    | Rue de la Halle n°171                                                                                            |                   | 50° 45′ 18″ nord, 5° 40′ 48″ est | 62108-CLT-0016-01   | Maison (façades et toitures) et trottoir de galets                                                                            |
| Maison de la Tour (façades et toitures) |                                    | Rue de Lixhe, n°186 (M) et ensemble formé par la maison, le parc, le chemin de halage et la rive de la Meuse (S) |                   | 50° 45′ 21″ nord, 5° 40′ 52″ est | 62108-CLT-0017-01   | Maison de la Tour (façades et toitures)                                                                                       |
| Maison (façades et toiture) |                                    | Rue F. Roosvelt n°19                                                                                             |                   | 50° 44′ 14″ nord, 5° 41′ 11″ est | 62108-CLT-0018-01   | Maison (façades et toiture)                                                                                                   |
| Chapelle Notre-Dame de Bon Secours (M) et ensemble formé par cet édifice et ses abords (S) (+ OUPEYE/Hermalle-sous-Argenteau) |                                    | |                   | 50° 43′ 56″ nord, 5° 41′ 11″ est | 62108-CLT-0019-01   | Chapelle Notre-Dame de Bon Secours (M) et ensemble formé par cet édifice et ses abords (S) (+ OUPEYE/Hermalle-sous-Argenteau) |
| Maison (façades et toitures) et trottoir de galets |                                    | Rue de la Halle, n°172                                                                                           |                   | 50° 45′ 17″ nord, 5° 40′ 48″ est | 62108-CLT-0020-01   | Image manquanteTéléverser |
| Le thiers de Lanaye, des Vignes et de Nivelle, sur le versant est de la Montagne Saint-Pierre |                                    | |                   | 50° 46′ 02″ nord, 5° 39′ 49″ est | 62108-PEX-0001-01   | Image manquanteTéléverser |
| Le thier de Caster, sur le versant est de la montagne Saint-Pierre |                                    | |                   | 50° 48′ 09″ nord, 5° 41′ 11″ est | 62108-PEX-0002-01   | Le thier de Caster, sur le versant est de la montagne Saint-Pierre                                                            |